# Фомичёва, Татьяна Алексеевна
Татиа́на (Фомичева), при рождении Татьяна Алексеевна Фомичева (8 [20] января 1897, Московская губерния — дата смерти неизвестна) — святая Русской православной церкви, причислена к лику святых как преподобномученица в 2000 году для общецерковного почитания.

## Биография
Родилась 8 [20] января 1897 году в семье крестьян Алексея Михайлова и Параскевы Алексеевой Фомичевых. Крещена через 4 дня после рождения. В 1916 году поступила послушницей в Аносин Борисоглебский монастырь. После революции 1917 года монастырь закрыли, и Татьяна вернулась к родителям. В мае 1931 года была арестована в числе семнадцати монахинь и послушниц, поселившихся вблизи закрытого Крестовоздвиженского монастыря. Период с 1931 по 1934 год провела в исправительно-трудовом лагере. После освобождения поселилась в деревне Шелудьково Волоколамского района, откуда ездила в Язвище, где помогала в Троицком храме протоиерею Владимиру Медведюку.
Вторично арестована вместе с протоиереем Владимиром в 1937 году. Категорически отказалась подтвердить обвинения следователей, никого не оговорив. Отец Владимир был расстрелян, послушница Татиана приговорена к десяти годам заключения в исправительно-трудовом лагере, где и скончалась.

## Канонизация
Причислена к лику святых новомучеников и исповедников Российских для общецерковного почитания Деянием Юбилейного Архиерейского Собора Русской Православной Церкви, проходившего 13—16 августа 2000 года в г. Москве.
Память: 20 ноября/3 декабря и в Соборе новомучеников и исповедников Российских.